# Горбачов Веніамін Якович
Веніамін Якович Горбачов (рос. Вениамин Яковлевич Горбачёв; 24 березня (6 квітня) 1915, Боготол — 1 липня 1985, Київ) — радянський військовик, Герой Радянського Союзу, в роки німецько-радянської війни командир 383-ї шахтарської Феодосійської Бранденбурзької ордена Суворова II ступеня стрілецької дивізії 33-ї армії 1-го Білоруського фронту, генерал-майор.

## Біографія
Народився 24 березня (6 квітня) 1915 року в місті Боготолі (тепер Красноярського краю) в родині селянина. Росіянин. Член КПРС з 1943 року. Закінчив 9 класів. Пас худобу в колгоспі. Працював районним інспектором по заготівлях.
У Червоній Армії з 1932 року. У 1936 році закінчив Томське артилерійське училище. Служив у Красноярську. Командував взводом, батареєю, дивізіоном. У 1941 році в Москві закінчив Військову академію імені М. В. Фрунзе. Після закінчення академії був відправлений на фронт і призначений начальником штабу 119-ї стрілецької дивізії Західного фронту.
У середині жовтня 1941 року з шахтарів Донбасу була сформована 383-я стрілецька дивізія. В. Я. Горбачов був призначений в ній командиром стрілецького полку. У 1942—1943 роках бився в передгір'ях Кавказу, на Кубані, його полк у складі дивізії проривав «Блакитну лінію». У липні 1943 року В. Я. Горбачова призначили командиром 383-ї стрілецької дивізії.
У січні 1945 року генерал-майор В. Я. Горбачов в ході Вісло-Одерської наступальної операції вміло організував прорив сильно укріпленої оборони противника з Пулавського плацдарму на річці Віслі, а також форсування річки Варти (Польща). Дивізія під командуванням В. Я. Горбачова завдала ворогові великих втрат у живій силі і техніці.
Указом Президії Верховної Ради СРСР від 6 квітня 1945 року за зразкове виконання бойових завдань командування на фронті боротьби з німецькими загарбниками і проявлені при цьому відвагу і геройство генерал-майору Веніаміну Яковичу Горбачову було присвоєно звання Героя Радянського Союзу з врученням ордена Леніна і медалі «Золота Зірка» (№ 6448).

Могила Веніаміна Горбачова

Після закінчення  війни В. Я. Горбачов командував дивізією, корпусом, був першим заступником командира армії. У 1953 році закінчив Військову академію Генерального штабу. З 1959 року генерал-лейтенант В. Я. Горбачов у запасі. Жив у Києві. Помер 1 липня 1985 року. Похований у Києві на Лук'янівському військовому кладовищі.

## Нагороди, пам'ять
Нагороджений орденом Леніна (6 квітня 1945), трьома орденами Червоного Прапора (5 травня 1942; 2 квітня 1943; 20 квітня 1953), двома орденами Суворова 2-го ступеня (16 травня 1944; 29 травня 1945), орденами Кутузова 2-го ступеня (25 жовтня 1943), Вітчизняної війни 1-го ступеня (6 квітня 1985), Червоної Зірки (6 листопада 1947), медаллю «За бойові заслуги» (3 листопада 1944), іншими медалями.
Почесний громадянин міст Феодосії і Алушти в Криму. Його ім'ям названа вулиця в місті Феодосії.